# Годунов, Пётр Васильевич
Пётр Васильевич Годунов-Асанов — воевода и думный дьяк во времена правления Ивана IV Васильевича Грозного и Фёдора Ивановича.
Сын Василия Осиповича Годунова-Асанова и Евфимии. Имел брата, воеводу и окольничего Никиту Васильевича Годунова.

## Биография
Впервые упомянут в свадебном чине 7-й свадьбы царя Ивана Грозного, где «нёс каравай» (1580). Воевода в Болохове (1591). Находился во дворце в день приёма цесарского посла Аврама Донавского (22 мая 1597). Думный дьяк (1598). Дал вклад в Новоспасский монастырь «седло со всем конским нарядом, с туломбасом, с кутасом и хвостом боболев, с уздою, с пахви, с мохри, с паперстью и с снимальником за три рубля».
По родословной росписи показан бездетным.
Похоронен в Ипатьевском монастыре, приняв перед смертию иночество с именем Порфирий.